# Кипрский археологический музей
Кипрский археологический музей (греч. Κυπριακό Μουσείο) — старейший и крупнейший археологический музей Кипра, содержащий самую большую и обширную в мире коллекцию древностей острова. Она представляет собой множество артефактов, обнаруженных за многие годы археологических раскопок на Кипре. Музей расположен в центре Никосии на Музейной улице дом 1.

## История
Музей был основан в 1882 году по просьбе местного населения во времена британской оккупации острова. Петицию об этом британской администрации передала специальная делегация во главе с религиозными лидерами христианского и мусульманского населения Кипра. Стимулом для этого действия стали несколько незаконных раскопок на острове, а также вывоз контрабандой многих культурных ценностей. Наиболее активным нелегалом в этой области стал археолог, а по совместительству посол США на Кипре, Луиджи Пальма ди Чеснола, который за годы работы на острове вывез оттуда свыше 35000 предметов, представляющих археологическую ценность. Многие из них были разбиты и утеряны во время транспортировки, а уцелевшие стали частью коллекций музея Метрополитен в Нью-Йорке.
На первых этапах своего существования музей выживал за счёт частных пожертвований и размещался не в специальном здании, а в одном из государственных учреждений. В 1889 году музей переехал в новом помещение на улицу Виктории, где разместился в средневековых стенах города. Строительство нынешнего здания началось в 1908 году, и было посвящено памяти королевы Виктории. Музей был построен по проекту архитектора Г. Баланоса из Археологического общества Афин, а его строительством руководил Джордж Эверетт Джеффри, тогдашний куратор музея. В 1961 году у музея появилось дополнительное здание для складов и галерей.

## Коллекции

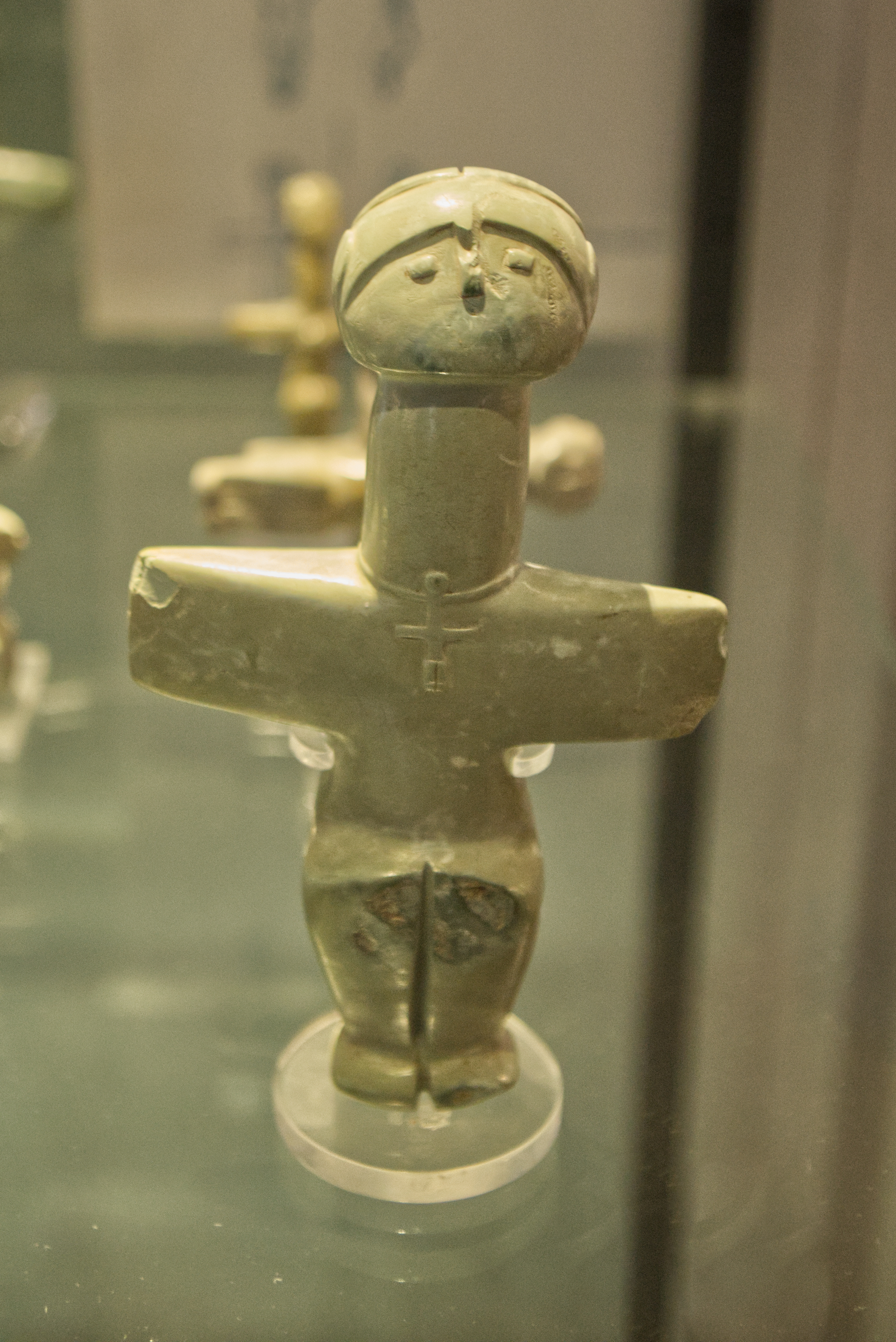
Помосский идол

Сразу же после открытия музей стал получать многочисленные предметы и артефакты с раскопок на острове, которые велись в основном под руководством британских экспедиций. Первый полный каталог всех собраний музея был издан в 1899 году. Коллекция музея значительно пополнилась в ходе первой крупномасштабной археологической экспедиции на острове, которую осуществили шведские учёные между 1927 и 1931 годом под руководством профессора Эйнара Гьерстада.
Музей состоит из 14 залов, которые располагаются в хронологическом и тематическом порядке, начиная с доисторического периода Кипра (докерамический неолит B) и заканчивая римским периодом. Помимо выставочных залов в нём располагаются библиотека, склады и лаборатории для сохранения и изучения коллекция музея.
В последние годы наблюдается децентрализация коллекций музея и всё большее их распределение по небольшим местным музеям Кипра Его коллекция уже давно переросла потенциал существующего здания, так что лишь небольшая часть всех его ценностей экспонируется в его стенах. В связи с продолжающимися раскопками и появлением всё новых артефактов был поднят вопрос о переезде в новое, более просторное здание, но он до сих пор так и не решён. Высказывались предложения о переезде в близлежащие пустующее здание бывшего центрального госпиталя Никосии или создании нового музея в рамках большого культурного центра на месте старого стадиона «GSP».